# Carl Filip Bobeck
Carl Filip Bobeck, född 28 mars 1888 i Filipstads församling, död 3 september 1962 i Lidingö församling, var en svensk elektroingenjör.
Bobeck, som var son till fabrikör Carl Wilhelm Bobeck och Wilhelmina Ericsson, avlade mogenhetsexamen vid Norra Real i Stockholm 1905 och utexaminerades från Kungliga Tekniska högskolan 1909. Han var driftsingenjörsassistent vid Statens vattenfallsverk, Trollhätte kraftverk, 1909–1915, distributionsingenjör i Skaradistriktet 1916–1917, konsulterande ingenjör vid Elektriska prövningsanstalten i Stockholm 1917–1919, föreståndare för kraftstationsbyrån vid Asea i Västerås 1920–1926, för elektrotekniska avdelningen vid AB Vattenbyggnadsbyråns och Messrs Rendel, Palmer & Tritton’s gemensamma hydroelektriska kontor i London 1927–1930, därvid konsulterande ingenjör för den elektriska utrustningen för ett större kraftverkssystem på Malackahalvön, konsulterande ingenjör vid AB Vattenbyggnadsbyrån i Stockholm 1930–1935, tillförordnad överingenjör vid Borås stads elektricitetsverk 1935–1936, överingenjör där 1936–1954. Han var ordförande i Tekniska förbundet i Borås 1941–1945.